# Shawnna Bolick

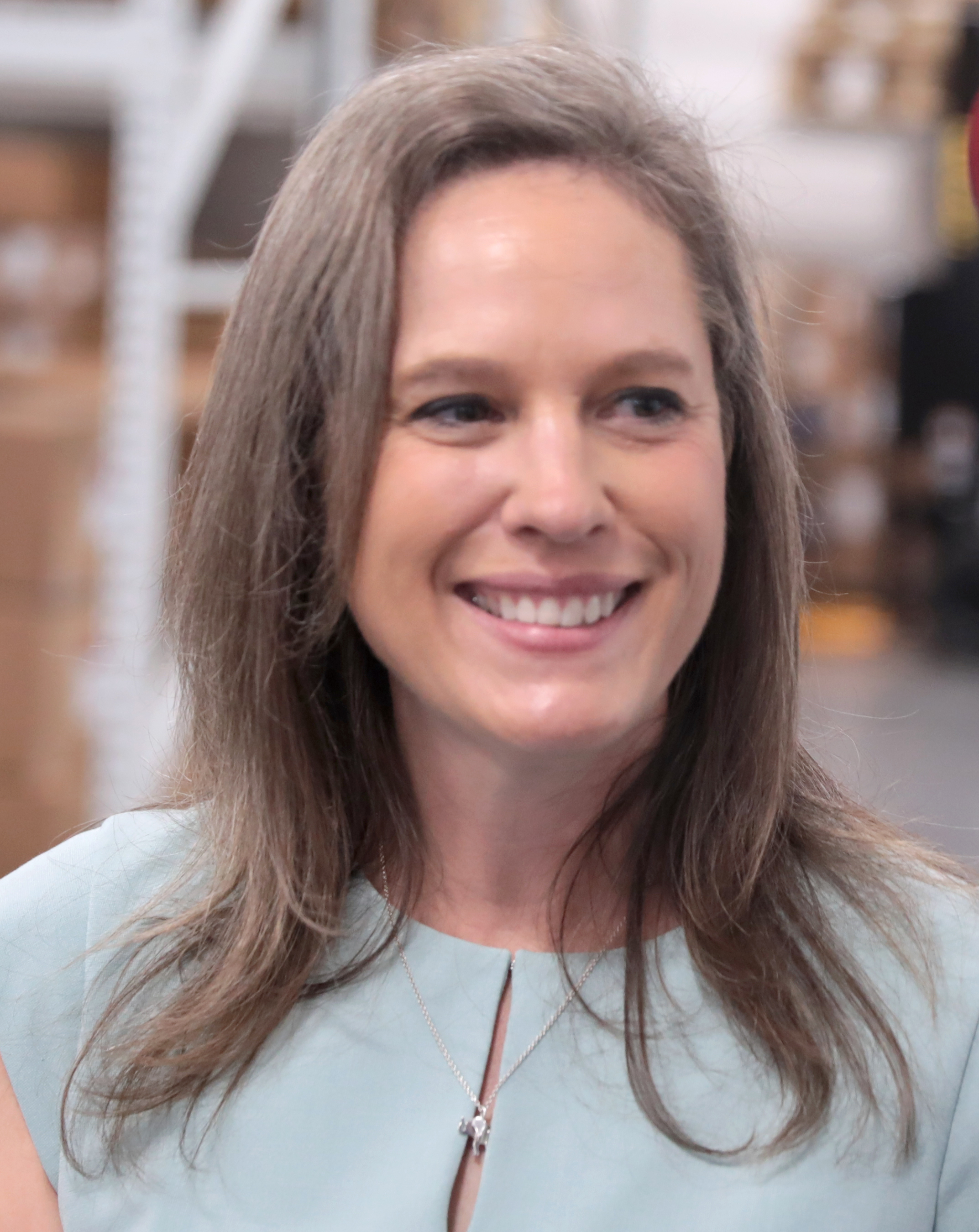
Shawnna Bolick (2022)

Shawnna Bolick (* 1975) ist eine US-amerikanische Politikerin der Republikanischen Partei und seit 2023 Mitglied des Senats von Arizona, wo sie den 2. Senatswahlbezirk repräsentiert. Sie war 2019 bis 2022 Abgeordnete im Repräsentantenhaus von Arizona.

## Jugend und Familie
Sie studierte zunächst an der Syracuse University Politikwissenschaft und schloss dort mit dem Grad eines Bachelors ab. Die folgenden Studien an der American University schloss sie mit einem Master ab.
Sie ist mit Clint Bolick verheiratet, einem Richter am Arizona Supreme Court.

## Karriere
Während ihres Studiums an der Syracuse University arbeitete sie für Abgeordnete der New York Legislature. Sie nahm noch vor dem Abschluss eine Stelle an einer High School in New York City an. In der Zeit ihres Studiums an der American University arbeitete sie in Washington, D.C., für den republikanischen Senator Rick Santorum und für die Heritage Foundation. Sie zog nach dem Studium nach Texas und beriet den damaligen Vizegouverneur Rick Perry zur Digitalwirtschaft. 2001 zog sie nach Arizona. Während sie ihre Kinder großzog und 2004 das Buch Phoenix: The Ultimate Guide to Learning & Having Fun with Kids! veröffentlichte arbeitete sie gleichzeitig für die Arizona Charter School Association, das Goldwater Institute, die Alliance for School Choice und  den Arizona School Choice Trust. 2009 veröffentlichte sie für das Goldwater Institute den Bericht Shameless Self-Promotion: How Politicians Use Your Money to get Re-Elected. 2015 berief Gouverneur Doug Ducey sie in Arizonas Early Childhood Education and Health Board.
Bolick trat 2010 erfolglos im Wahlbezirk 11 für das Repräsentantenhaus von Arizona zur Wahl an. 2014 kandidierte sie erfolglos für den Sitz im Repräsentantenhaus im 24. Wahlbezirk. 2018 wurde sie im 20. Wahlbezirk in das Repräsentantenhaus des Bundesstaates gewählt und 2020 wiedergewählt. Bei der Wahl 2022 unterlag sie bereits in der Vorwahl für das Amt des Secretary of State. Während ihrer Zeit im Repräsentantenhaus brachte sie auf Anregung von Ginni Thomas, der Ehefrau des Richters Clarence Thomas, ein Gesetz ein, das es der Arizona State Legislature erlaubt hätte, mit einfacher Mehrheit Ergebnisse von Präsidentschaftswahlen zu überstimmen. Im März 2022 stimmte Bolick, noch bevor der Oberste Gerichtshof mit Dobbs v. Jackson Women’s Health Organization das in Roe v. Wade postulierte Recht auf Schwangerschaftsabbruch aufhob, für ein Gesetz, das Schwangerschaftsabbrüche ab der 15. Schwangerschaftswoche in Arizona untersagte. Zugleich wurde hierdurch ein Gesetz von 1864 bestätigt, das jede Beihilfe außer im Fall einer unmittelbaren Todesgefahr mit Gefängnisstrafen belegte.
Mit Wirkung zum 29. Juli 2023 ernannte das Maricopa County Board of Supervisors sie zur Nachrückerin für den zurückgetretenen Senator Steve Kaiser. Im Rahmen des Wahlkampfes zur Wiederwahl in den Senat 2024 rief sie zur Abschaffung des Abtreibungsverbotes aus dem Jahr 1864 auf, nachdem der Arizona Supreme Court mit der Stimme ihres Mannes dieses Gesetz für anwendbar erklärt hatte. Als Senatorin brach Bolick mit ihrer Partei und stimmte im Frühjahr 2024 für die Aufhebung des Gesetzes von 1864 gegen Schwangerschaftsabbrüche. Sie begründete ihre Stimme mit persönlichen Erfahrungen. Bei der Wahl 2024 traf sie auf die Demokratin Judy Schwiebert. Bolick hob im Wahlkampf die Dicherung der Grenze und Zugang Von Privatschulen hervor. Sie wurde im November mit 51 % der Stimmen in den Senat Arizonas gewählt.

## Autorin
Ihr Buch Shameless Self-Promotion: How Politicians Use Your Money to get Re-Elected (2009) stellte nach Ansicht von Ray Stern gut Fälle von Missbrauch öffentlicher Mittel zur Selbstdarstellung dar und nenne mögliche Reformen. Diese würden aber daran scheitern, dass diese Methoden erfolgreich wären; alle genannten Amtsträger seien wiedergewählt worden.